# Brevibora cheeya
Brevibora cheeya är en fiskart som beskrevs av Yin-Xia Liao och Tan 2011. Brevibora cheeya ingår i släktet Brevibora och familjen karpfiskar. Inga underarter finns listade.